# Turniej szachowy Reggio Emilia 1991/1992
Turniej szachowy Reggio Emilia 1991/1992 – turniej szachowy zorganizowany w dniach 27 grudnia - 6 stycznia na przełomie lat 1991 i 1992 we włoskiej miejscowości Reggio Emilia. Nieoczekiwanym zwycięzcą został wówczas dwudziestodwuletni Viswanathan Anand dla którego było to pierwsze wielkie zwycięstwo w starciu ze światową czołówką. Była to 34. edycja klasyka rozegrana jako turniej kołowy na dystansie 9 rund. Anand był jedynym nieradzieckim zawodnikiem w tym turnieju, uzyskał wynik rankingowy 2799 zostawiając w pokonanym polu zarówno Karpowa jak i Kasparowa, zwyciężając tego ostatniego w bezpośrednim pojedynku (czarnymi bierkami). Turniej posiadał XVIII kategorię FIDE i był jednym z najsilniejszych jakie rozegrano do tamtej pory.

## Wyniki końcowe
| Miejsce | Zawodnicy            | Ranking | Punkty |
| ------- | -------------------- | ------- | ------ |
| 1       | Viswanathan Anand    | 2650    | 6      |
| 2       | Borys Gelfand        | 2665    | 5½     |
| 3       | Garri Kasparow       | 2770    | 5½     |
| 4       | Anatolij Karpow      | 2730    | 5      |
| 5       | Wasilij Iwanczuk     | 2735    | 4½     |
| 6       | Aleksander Chalifman | 2630    | 4½     |
| 7       | Lew Poługajewski     | 2630    | 4½     |
| 8       | Walerij Sałow        | 2665    | 4      |
| 9       | Michaił Gurewicz     | 2630    | 4      |
| 10      | Aleksander Bielawski | 2655    | 1½     |